# VM i orientering 2013
VM i orientering 2013 var den 30. udgave af verdensmesterskabet i orientering. Det fandt sted fra den 6.-14. juli 2013 i det østlige Finland, med stævnecenter i skisportsstedet Vuokatti i Sotkamo. Det var fjerde gang, at VM afvikles i Finland.

## Medaljetagere

### Herrer

#### Langdistance[3]
1. Thierry Gueorgiou,  Frankrig 1.41.39
2. Jani Lakanen,  Finland 1.42.57
3. Edgars Bertuks,  Letland 1.43.29

#### Mellemdistance[4]
1. Leonid Novikov,  Rusland 37:45
2. Thierry Gueorgiou,  Frankrig 37:54
3. Gustav Bergman,  Sverige 38:21

#### Sprint[5]
1. Mårten Boström,  Finland 14.19,6
2. Scott Fraser,  Storbritannien 14.36,7
3. Jonas Leandersson,  Sverige 14.37,8

#### Stafet[6]
1. Rusland (Leonid Novikov, Valentin Novikov, Dmitrij Tsvetkov) 1.41.47
2. Sverige (Anders Holmberg, Peter Öberg, Gustav Bergman) 1.42.37
3. Ukraine (Pavlo Ushkvarok, Oleksandr Kratov, Denys Shcherbakov) 1.42.55

### Damer

#### Langdistance[3]
1. Simone Niggli,  Schweiz 1.20.02
2. Tove Alexandersson,  Sverige 1.23.01
3. Lena Eliasson,  Sverige 1.23.08

#### Mellemdistance[4]
1. Simone Niggli,  Schweiz 35:25
2. Tove Alexandersson,  Sverige 37:10
3. Merja Rantanen,  Finland 37:59

#### Sprint[5]
1. Simone Niggli,  Schweiz 14.10,6
2. Annika Billstam,  Sverige 14.18,7
3. Venla Niemi,  Finland 14.48,5

#### Stafet[6]
1. Norge (Heidi Østlid Bagstevold, Mari Fasting, Anne Margrethe Hausken Nordberg) 1.37.53
2. Finland (Venla Niemi, Anni-Maija Fincke, Minna Kauppi) 1.39.07
3. Schweiz (Sara Lüscher, Judith Wyder, Simone Niggli) 1.43.44